# (1000) Piazzia
(1000) Piazzia és un asteroide del cinturó principal, descobert el 12 d'agost de 1923 per Karl Wilhelm Reinmuth des de l'observatori de Heidelberg-Königstuhl, Alemanya, i va ser nomenat en honor de Giuseppe Piazzi, que va descobrir el primer asteroide, Ceres.
S'estima que el seu radi és de 24 km, i les mesures de la seva corba de llum per Robert D. Stephens en 2001 va mostrar què està girant amb un període de 9,47 hores.
La seva distància mínima d'intersecció de l'òrbita terrestre és d'1,445240 ua.
El planeta al qual més s'acosta Piazzia és Mart. S'ha acostat a 1,33 ua més d'onze vegades durant els segles xx i xxi. En rares ocasions, els dos objectes estan més a prop d'1 ua. Això últim va ocórrer en 1638, i no tornarà a passar fins a uns 14.000 anys.